# Esther Fanous
Ester Akhnoukh Fanous o Esther Fanous (en copto : ⲉⲥⲑⲏⲣ ⲉⲛⲱⲭ ⲫⲁⲛⲟⲩⲥ), también conocida como Ester Wissa, (Asyut, Egipto, 19 de febrero de 1895 - Alejandría, agosto de 1990) fue una política egipcia copta ortodoxa, feminista y defensora de los derechos de las mujeres.  
Organizó la primera manifestación de mujeres en Egipto, celebrada en 1919 a favor de los derechos de las mujeres y contra la ocupación británica. Fue cofundadora de la Unión Feminista Egipcia y formó parte de la delegación de mujeres egipcias en la Conferencia Internacional de la Mujer en Roma en 1923. Creó el movimiento de mujeres dentro del partido Wafd junto a otras activistas, en el que fue muy activa hasta 1936, y también la Asociación Cristiana de Mujeres Jóvenes (YWCA), entidad en la que mantuvo responsabilidades hasta su retirada definitiva en 1948. 
Recibió el reconocimiento del presidente Nasser en 1969, con motivo del 50.º aniversario de la manifestación de mujeres de 1919 durante la Revolución. 

## Biografía
Nació en una familia copta destacada en Asiut el 19 de febrero de 1895. Sus padres, Akhnous Fanus y Balsam Wissa Buqtur Wissa, eran terratenientes en el Alto Egipto. Su padre, Akhnukh Fanous, fue también una conocida figura política egipcia de principios del siglo XX, que fundó un partido egipcio en 1908 que, en particular, reunía a notables coptos. Boutros Ghali era entonces el primer ministro, también de origen copto, y fue asesinado en 1910. Cuando ella todavía era una adolescente, su padre financió y organizó una conferencia copta en Asiut en 1911, dedicada a los derechos de los coptos y a las tensiones entre musulmanes y coptos.
Fanous se casó el 24 de julio de 1913 con su primo Fahmy Bey Wissa. Él era de religión protestante. Tuvieron tres descendientes: Gamil, Adli y Firdous, llamado Doussa. 
En contacto con Makram Ebeid y Saad Zaghloul, fundador del partido Wafd, participó activamente durante la década de 1910 en el movimiento feminista egipcio (que también luchó contra la ocupación británica del país junto al partido Wafd). Durante los llamados Disturbios de la Primera Revolución de 1919, participó en una manifestación de mujeres contra la ocupación británica el 16 de marzo. Fue la primera manifestación de mujeres egipcias en la vía pública, organizada por Safia Zaghloul, activista feminista y casada con Saad Zaghloul, y por Huda Sha'arawi. 
En 1922, se reunió con el Alto Comisionado Británico, Edmund Allenby, para obtener la liberación de Makram Ebeid, Sinut Hanna y Saad Zaghloul, que habían sido arrestados por los británicos y exiliados a Seychelles. Ese año se consiguió el final de la ocupación británica del Sultanato de Egipto y se considera que no hubiera sido posible la Independencia de Egipto sin la participación de las mujeres. tanto de clase alta como de clase trabajadora, en las distintas acciones que se llevaron a cabo para presionar a Gran Bretaña.
En marzo de 1923, ella y otras activistas fundaron la Unión Feminista Egipcia para mejorar la educación y la posición social de las mujeres y para asegurar que fueran tratadas en igualdad de condiciones con los hombres. Sus intervenciones y discursos dejaron huella en las mentes de muchas personas. Formó parte de una delegación de mujeres egipcias en la Conferencia Internacional de la Mujer en Roma. Ese mismo año de 1923, se permitió regresar a Egipto a los líderes exiliados del partido Wafd, que ganó las elecciones de 1924 por un amplio margen, obteniendo el 85% de los votos. Saad Zaghloul fue nombrado Primer Ministro. El partido siguió una política liberal, apoyada por las zonas urbanas ricas. Era un partido laico con el lema "La religión es para Dios y el hogar para todos".
Fanous se convirtió en una de las fundadoras de la rama local de la Asociación Cristiana de Mujeres Jóvenes (YWCA) y del movimiento de mujeres dentro del partido Wafd. Pero la escena política egipcia estaba cambiando y la popularidad del partido Wafd se estaba erosionando. El líder inicial del Partido Wafd, Saad Zaghloul, murió en 1927. Hassan el-Banna fundó la asociación de los Hermanos Musulmanes contra el partido Wafd y contra la influencia occidental. A principios de la década de 1930, el partido Wafd fue desbancado del poder temporalmente, al ser considerado demasiado liberal y demasiado cercano a una élite determinada. Pero en 1936, tras la muerte del rey Fouad I, su hijo Farouk se convirtió en rey de Egipto y organizó nuevas elecciones. Fue un éxito en las urnas para el partido Walf, ahora dirigido por Mustapha el-Nahhas Pasha, que era menos favorable a la participación de las mujeres en el movimiento político. Fanous y Safia Zaghloul eligieron este momento para retirarse de la vida política.
En 1948, trabajó para la Media Luna Roja durante una epidemia de cólera que afectó al país. Y en noviembre del mismo año, se retiró de sus restantes responsabilidades en la YWCA. En 1969, el presidente de Egipto, Gamal Abdel Nasser, la honró con ocasión del 50.º aniversario del movimiento de emancipación de la mujer, junto con algunas otras participantes en la manifestación del 16 de marzo de 1919 en las calles de El Cairo. Marcada por la muerte de sus hijos, falleció en agosto de 1990.